# Coppa Svizzera 1925-1926
La Coppa Svizzera 1925-1926 è stata la 1ª edizione della manifestazione calcistica. È iniziata il 6 settembre 1925 e si è conclusa il 23 marzo 1926. Questa edizione della coppa vide la vittoria finale del Grasshoppers.

## Regolamento
Turni ad eliminazione diretta in gara unica. In caso di paritá al termine dei tempi supplementari, la partita veniva ripetuta a campo invertito.

## Squadre partecipanti
| Blue Stars Zurigo |
| Brühl             |
| Grasshoppers      |
| Lugano            |
| San Gallo         |
| Veltheim          |
| Winterthur        |
| Young Fellows     |
| Zurigo            |

| Aarau             |
| Basilea           |
| Berna             |
| Concordia Basilea |
| Grenchen          |
| Nordstern         |
| Old Boys Basilea  |
| Soletta           |
| Young Boys        |

| Bienne             |
| Cantonal Neuchâtel |
| Étoile Carouge     |
| Étoile-Sporting    |
| Friburgo           |
| La Chaux-de-Fonds  |
| Losanna            |
| Servette           |
| Urania Ginevra     |

| Amicale Abattoirs Ginevra |
| Concordia Yverdon         |
| Forward Morges            |
| Monthey                   |
| Montreux-Sports           |
| Orbe                      |
| Saint-Jean                |
| Signal Losanna            |
| Stade Nyonnais            |
| Vevey                     |

| Arbon                |
| Baden                |
| Ballspielclub Zurigo |
| Black Stars Basilea  |
| Chiasso              |
| Lucerna              |
| Neumünster           |
| Oberwinterthur       |
| Oerlikon             |
| Romanshorn           |
| Sciaffusa            |
| Töss                 |
| SC Zugo              |

### Turno preliminare
| Squadra 1        | Risultato | Squadra 2                 |
| ---------------- | --------- | ------------------------- |
| 6 settembre 1925 |           |                           |
| Bellinzona       | 1 - 0     | Ballspielclub Zurigo      |
| Delémont         | 3 - 0     | Amicale Abattoirs Ginevra |
| Frauenfeld       | 3 - 2     | Chiasso                   |
| Horgen           | 2 - 0     | Höngg                     |
| Kickers Lucerna  | 5 - 0     | Wohlen                    |
| Madretsch        | 0 - 2     | Le Locle-Sports           |
| Oberwinterthur   | 6 - 1     | Langenthal                |
| Oerlikon         | 2 - 1     | Neumünster                |
| Signal Losanna   | 2 - 0     | Concordia Yverdon         |
| Stade Nyonnais   | 7 - 2     | Racing Losanna            |
| Victoria Berna   | 0 - 5     | Forward Morges            |

### Trentaduesimi di finale
| Squadra 1                 | Risultato      | Squadra 2                |
| ------------------------- | -------------- | ------------------------ |
| 4 ottobre 1925            |                |                          |
| Baden                     | 0 - 3          | Lucerna                  |
| Basilea                   | 8 - 1          | Horgen                   |
| Bienne                    | 3 - 0          | Urania Ginevra           |
| Biberist-Derendingen      | 6 - 3          | Cercle des Sports Bienne |
| Breite Basilea            | 4 - 3          | Buchs                    |
| Brühl                     | 5 - 0          | Sirius                   |
| Concordia Basilea         | 17 - 1         | Kreuzlingen              |
| Delémont                  | 0 - 7          | Le Locle-Sports          |
| Diana                     | 1 - 6          | Blue Stars Zurigo        |
| Étoile Carouge            | 0 - 1          | Young Boys               |
| Étoile-Sporting           | 6 - 1          | Minerva Berna            |
| Grasshoppers              | 4 - 2          | Winterthur               |
| Helvetia                  | 3 - 4          | Black Stars Basilea      |
| Kickers Lucerna           | 2 - 0          | SC Zugo                  |
| Liestal                   | 3 - 1          | Oberwinterthur           |
| Losanna                   | 9 - 1          | Friburgo                 |
| Lugano                    | 10 - 3         | Arbon                    |
| Monthey                   | 0 - 7          | Cantonal Neuchâtel       |
| Montreux-Sports           | 2 - 4          | Berna                    |
| Nordstern                 | 17 - 1         | Frauenfeld               |
| Oerlikon/Polizei          | 1 - 4          | Aarau                    |
| Olten                     | 0 - 1          | Old Boys Basilea         |
| Orbe                      | 0 - 7          | La Chaux-de-Fonds        |
| Sciaffusa                 | 2 - 1          | Young Fellows            |
| Servette                  | 7 - 0          | Saint-Jean               |
| Soletta                   | 3 - 1          | Grenchen                 |
| Stade Nyonnais            | 5 - 3          | Central Friburgo         |
| Töss                      | 1 - 3          | San Gallo                |
| Sportclub Veltheim        | 6 - 1          | Ballspielclub Zurigo     |
| Vevey                     | 0 - 2          | Forward Morges           |
| Zähringia Berna           | 1 - 3          | Signal Losanna           |
| Romanshorn                | 2 - 2 (d.t.s.) | Zurigo                   |
| Spareggio 18 ottobre 1925 |                |                          |
| Zurigo                    | 7 - 2          | Romanshorn               |

### Sedicesimi di finale
| Squadra 1           | Risultato      | Squadra 2            |
| ------------------- | -------------- | -------------------- |
| 1 novembre 1925     |                |                      |
| Basilea             | 1 - 1 (d.t.s.) | Aarau                |
| Berna               | 2 - 1          | Stade Nyonnais       |
| Black Stars Basilea | 0 - 4          | Grasshoppers         |
| Blue Stars Zurigo   | 3 - 2          | Sciaffusa            |
| Breite Basilea      | 0 - 6          | Brühl                |
| Cantonal Neuchâtel  | 1 - 5          | Young Boys           |
| Kickers Lucerna     | 0 - 3          | Nordstern            |
| La Chaux-de-Fonds   | 2 - 1          | Biberist-Derendingen |
| Le Locle-Sports     | 0 - 1          | Bienne               |
| Liestal             | 1 - 6          | Lugano               |
| Lucerna             | 1 - 2 (d.t.s.) | Concordia Basilea    |
| Old Boys Basilea    | 4 - 6 (d.t.s.) | San Gallo            |
| Servette            | 5 - 2          | Losanna              |
| Signal Losanna      | 2 - 0          | Forward Morges       |
| Soletta             | 0 - 1          | Étoile-Sporting      |
| Zurigo              | 7 - 2          | Veltheim             |

### Ottavi di finale
| Squadra 1         | Risultato | Squadra 2         |
| ----------------- | --------- | ----------------- |
| 6 dicembre 1925   |           |                   |
| Blue Stars Zurigo | 3 - 2     | Aarau             |
| Bienne            | 2 - 0     | Étoile-Sporting   |
| Lugano            | 2 - 1     | Nordstern         |
| Signal Losanna    | 0 - 2     | Servette          |
| Zurigo            | 2 - 3     | Grasshoppers      |
| 13 dicembre 1925  |           |                   |
| San Gallo         | 2 - 4     | La Chaux-de-Fonds |
| 20 dicembre 1925  |           |                   |
| Brühl             | 8 - 1     | Concordia Basilea |
| 3 gennaio 1926    |           |                   |
| Young Boys        | 1 - 3     | Berna             |

### Quarti di finale
| Squadra 1       | Risultato | Squadra 2         |
| --------------- | --------- | ----------------- |
| 7 febbraio 1926 |           |                   |
| Berna           | 2 - 0     | Blue Stars Zurigo |
| Bienne          | 2 - 6     | Grasshoppers      |
| Brühl           | 2 - 3     | Servette          |
| Lugano          | 9 - 1     | La Chaux-de-Fonds |

### Semifinali
| Squadra 1    | Risultato | Squadra 2 |
| ------------ | --------- | --------- |
| 7 marzo 1926 |           |           |
| Grasshoppers | 6 - 0     | Lugano    |
| Servette     | 0 - 1     | Berna     |

### Finale
| Arbitro: | Edmond Dizerens (Losanna) |

| |            |                                                                                             |
| Honegger 17’ Xam Abegglen 72’                                                                                  | Marcatori  | 83’ Küng                                                                                    |
| Buhler Ceribello De Weck de Lavallaz Neuenschwander Amiet Tschhirren Weiler Honegger Max Abegglen Frankenfeldt | Formazioni | Robbi Schneebeli Ramseyer Osterwalder Schenk Kirschner Kilchmann Brand Küng Amrein Stämpfli |
| "Dori" Kürschner                                                                                               | Allenatori | ?                                                                                           |